# Нічні новини
Нічні новини (англ. News Is Made at Night) — американська пригодницька мелодрама режисера Альфреда Веркера 1939 року.

## Сюжет
Редактор газети зробить все можливе, щоб збільшити кількість читачів. Він проводить кампанію, щоб звільнити засудженого, звинувачуючи багатого екс-злочинця в ряді вбивств.

## У ролях
- Престон Фостер — Стів Драм
- Лінн Барі — Максін Томас
- Расселл Глісон — Альберт Гокмен
- Джордж Барбьє — Кланаган
- Едді Коллінз — Більярд
- Майнор Вотсон — Чарльз Колтон
- Чарльз Гелтон — губернатор Елмер Гіндж
- Пол Гарві — інспектор Мелрос
- Річард Лейн — Барні Базелі
- Чарльз Лейн — окружний прокурор Руф Рейнольдс
- Бетті Компсон — Кітті Трумен
- Пол Фікс — Джо Ладді
- Пол Гілфойл — Бат Рендалл